# Citroën DS
Citroën DS – samochód osobowy klasy wyższej-średniej, produkowany przez firmę Citroën we Francji i za granicą w latach 1955-1975.

## Historia

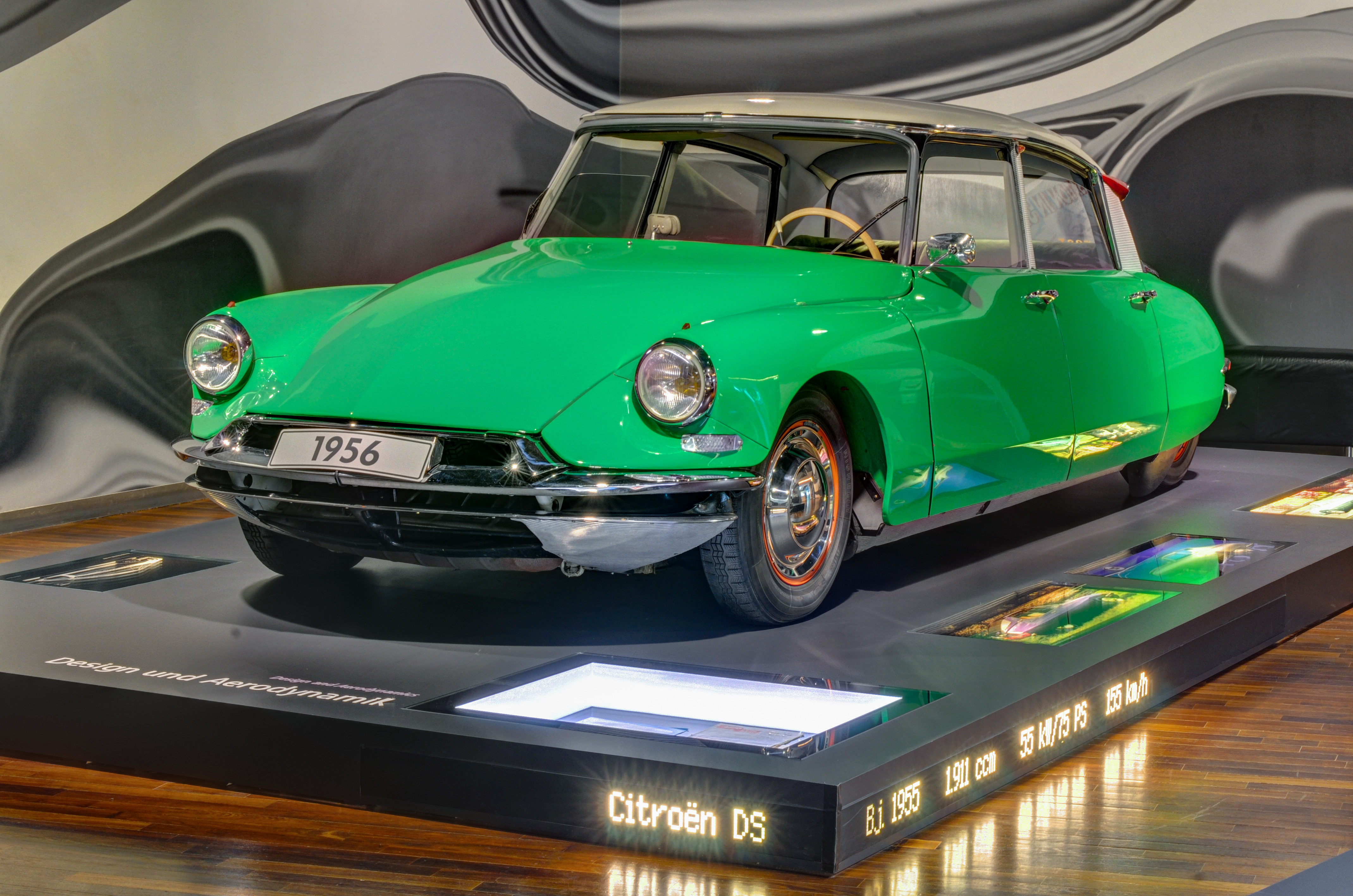
Citroën DS z 1956

Prace nad nowoczesnym następcą samochodu Citroën Traction Avant rozpoczęły się w 1938, jednak przerwała je II wojna światowa. Zespół Andrégo Lefèbvre'a powrócił do budowy popularnego samochodu klasy średniej pod koniec lat 40. Flaminio Bertoni nakreślił smukłe, opływowe linie nadwozia, odchodząc od tradycyjnego pudełkowatego kształtu i wysokiej atrapy chłodnicy. Nowością były hamulce tarczowe zamontowane na przedniej osi pojazdu. Dach, awangardowy kokpit i inne elementy zostały wykonane z tworzyw sztucznych. Dzięki aerodynamicznemu nadwoziu DS był szybszy od konkurentów. Poza tym wyróżniał się wysokim poziomem komfortu. Do produkcji nadwozia zużywano 100 kg aluminium. Wyprodukowana z niego maska była ówcześnie największym seryjnie wytworzonym aluminiowym elementem samochodowym. Jeśli samochód miał rozsuwane okno dachowe, dach również był wykonany z aluminium. Zewnętrzne elementy (błotniki, maski, drzwi, dach) były przykręcane do przestrzennej ramy. Do września 1965 była stosowana centralna nakrętka koła. Klakson był dwustopniowy, a dźwigienka uruchamiająca go miała dwa położenia. Słabszy sygnał był do stosowania w mieście, głośniejszy - trójtonowy - do użytku poza miastem.
Model Citroën DS w wersji Berline (sedan) zaprezentowano na salonie samochodowym w Paryżu 6 października 1955. Pierwszego dnia złożono zamówienia na 12 tys. sztuk. Citroën wybrał na nazwę swojego flagowego modelu oznaczenie DS nieprzypadkowo. Litery DS wymawia się po francusku déesse, co dosłownie oznacza boginię. Warto również pamiętać, że  samochód – la voiture, jest w języku francuskim rodzaju żeńskiego.

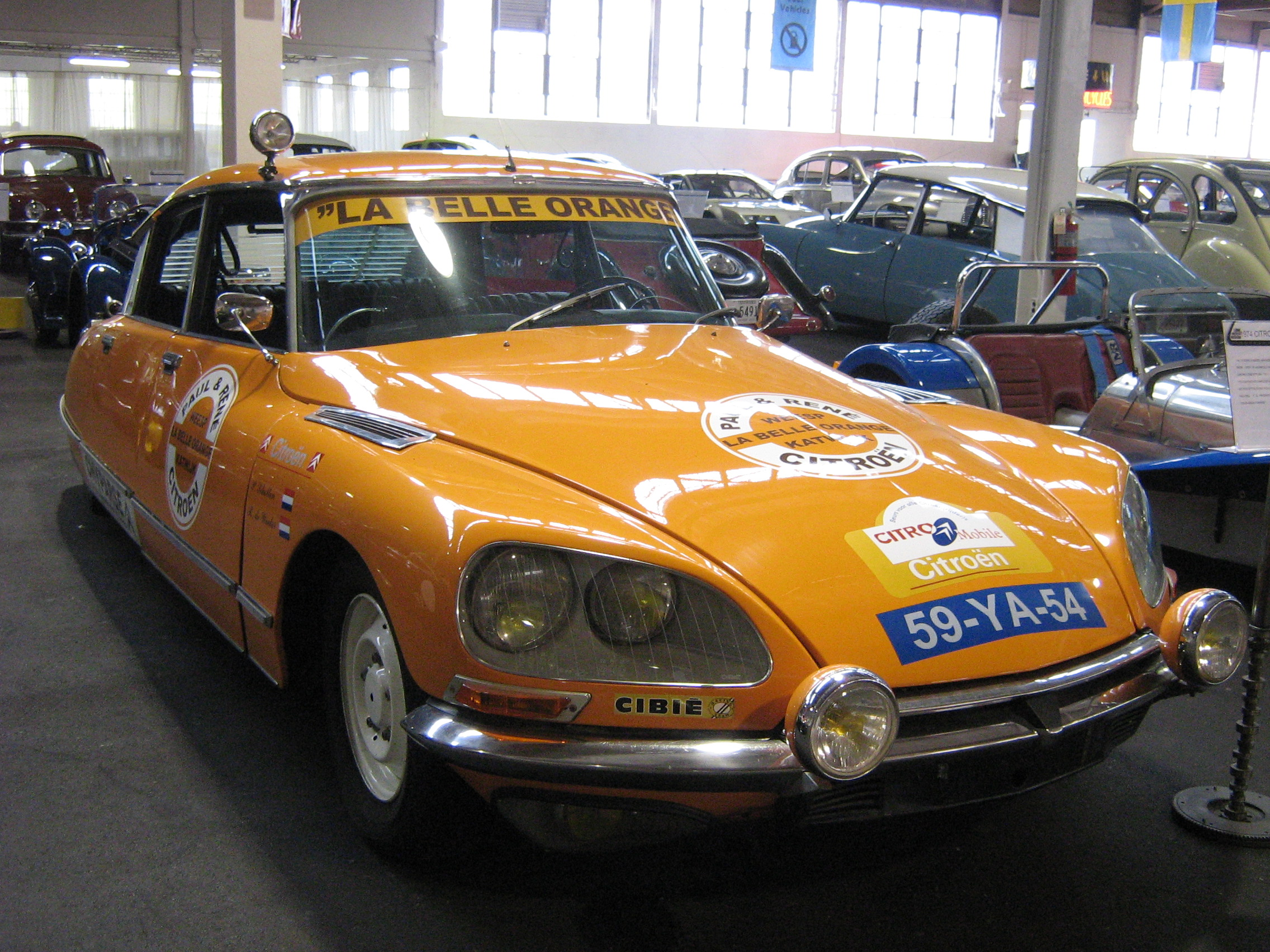
DS 21 Rally Car z 1974

Szybko ujawniły się usterki: płyn hydrauliczny LHV rozpuszczał uszczelki, zawodził układ hamulcowy i instalacja elektryczna, plastikowe elementy kokpitu nie wytrzymywały wysokich temperatur, jednak do końca 1956 producent zmodyfikował większość awaryjnych podzespołów.
Początkowo zastosowano silnik z jego udanego poprzednika, modelu Traction Avant. Później ofertę uzupełniono o większe jednostki. W 1960 firma Chapron zaprezentowała DS w wersji Cabriolet. W 1967 nastąpiła jedyna poważna zmiana nadwozia w historii modelu. Polegała ona przede wszystkim na zmianie kształtu przednich świateł. Podwójne reflektory schowano za kloszem o aerodynamicznym kształcie. Wewnętrzne światła skręcały się wraz z kołami, doświetlając zakręty.
DS był produkowany głównie w Paryżu, ponadto w Portugalii, Wielkiej Brytanii (Anglia), RPA, Jugosławii (Słowenia) i Australii. Szczytowym okresem produkcji był rok 1970 (103 633 wyprodukowanych szt.). W 1974 r. pojawił się następca modelu DS, Citroën CX. 24 kwietnia 1975 wytwórnię opuścił ostatni z 1 456 115 wyprodukowanych Citroënów DS.

### Hydraulika
DS był rewolucyjny nie tylko pod względem stylistycznym, ale także technicznym. Pod kierunkiem głównego inżyniera André Lefèbvre'a, zastosowano w nim wiele rozwiązań hydraulicznych, a były to:
- zawieszenie hydropneumatyczne
- wysokociśnieniowy hydrauliczny układ hamulcowy
- hydraulicznie sterowane sprzęgło
- hydrauliczne wspomaganie układu kierowniczego

System cięgieł oraz korektorów wysokości umożliwiał utrzymanie stałego położenia nadwozia nawet na nierównych nawierzchniach. Kierowca za pomocą dźwigni mógł regulować prześwit w zakresie od 16 do 28 cm (w pozycji serwisowej).
Tak duża liczba nowych, wcześniej nie stosowanych rozwiązań sprzyjała początkowo awariom. Prowadzenie samochodu z automatycznym sprzęgłem i niekonwencjonalnym układem hamulcowym, wymagało przyzwyczajenia, dlatego nie wszystkim klientom to odpowiadało. Dostosowując się do potrzeb, Citroën stworzył zubożony i uproszczony model ID.

### ID
W 1957 r. wszedł do produkcji model ID (wym. Idée), czyli Idea ze słabszym silnikiem (62 KM) i uboższym wyposażeniem. Pozbawiono go wszystkich systemów hydraulicznych, poza układem hamulcowym  i zawieszeniem hydropneumatycznym. Tym samym stał się tańszą wersją DS-a.

### Break
W 1958 r., zaprezentowano model Break (kombi), produkowany tylko jako ID, o ogromnych możliwościach przewozowych, jak na samochód osobowy. Mógł pomieścić 7 osób. We Francji używany był m.in. przez służbę zdrowia jako sanitarka. Produkowano go do 1975 r.

### Skrzynia biegów i sprzęgło
Sprzęgło hydrauliczne. Od 1971 DS miał opcjonalnie 5-biegową skrzynię ręczną lub 3-stopniową automatyczną przekładnię.

### Silniki

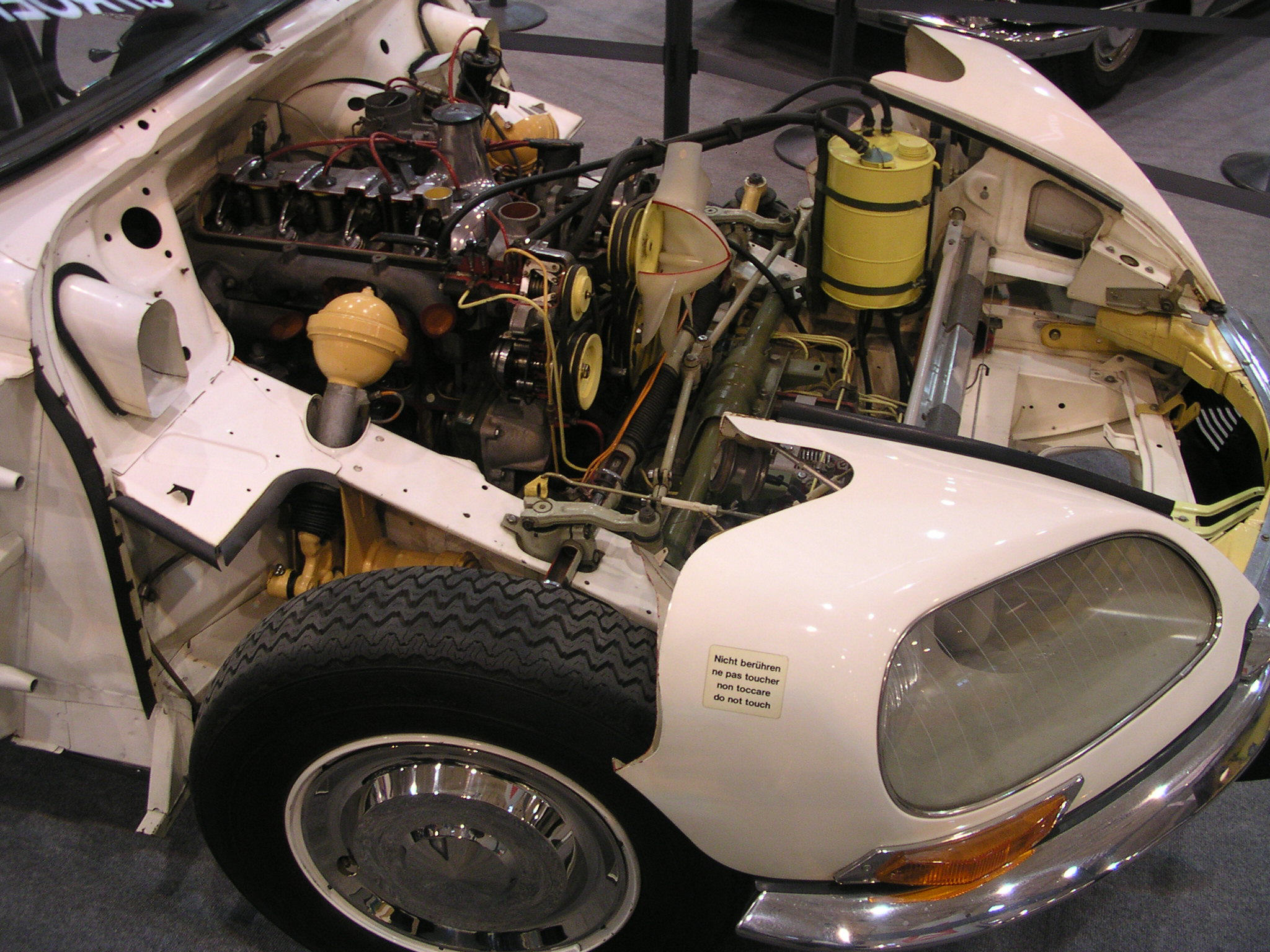
Silnik umieszczony daleko za przednią osią

Modele DS i ID były wyposażane w te same mniejsze silniki, jednak w modelu ID wprowadzano je z pewnym opóźnieniem, gdyż to model DS był dla firmy najważniejszy. Większe jednostki były zarezerwowane dla modelu DS, jednak ID kombi wyposażany był w gaźnikowe silniki 21 i 23.
- DS/ID 19 – 1911 cm³, 70 KM – 1955-1965
- DS/ID 19A – 1985 cm³, 78-91 KM – 1965-1969
- DS/ID 20 – 1985 cm³, 99 KM – 1969-1975
- DS 21 – 2175 cm³, 106 KM – 1965-1972
- DS 21ie – 2175 cm³, 125 KM – 1970-1972
- DS 23 – 2347 cm³, 115 KM – 1972-1975
- DS 23ie – 2347 cm³, 130 KM – 1972-1975

W 1961 moc silnika DS-a wzrosła do 83 KM.

### Doświetlanie zakrętów

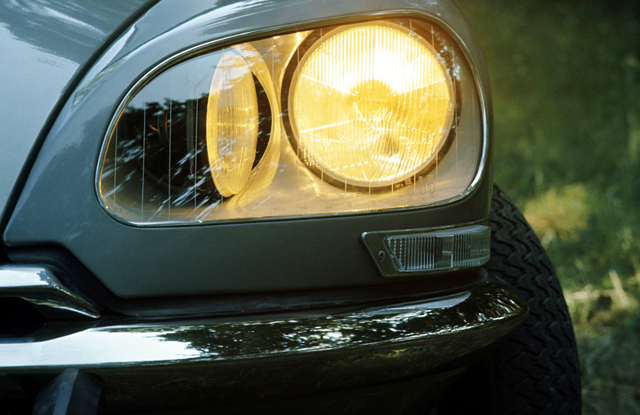
Doświetlanie zakrętów w Citroënie DS

Światła kierunkowe - doświetlające zakręty - zostały zaprezentowane jako opcjonalne wyposażenie w październiku 1967 (standard w wersji Pallas), po raz pierwszy w samochodzie marki Citroën.

### Kabriolet
W latach 1960–1973 był produkowany Citroën DS w najrzadszej wersji kabriolet, dla kolekcjonerów. Był wytwarzany w małych seriach przez podparyską wytwórnię Henri Chapron. Powstało ich prawdopodobnie mniej niż 2000 szt.

## Modernizacje
We wrześniu 1962 przeprowadzono modernizację Citroëna DS wprowadzając najbardziej widoczną zmianę, bardziej aerodynamiczny przód. Oprócz tego poprawiono wentylację i wprowadzono inne ulepszenia. Pozostawiono wygląd dwóch otwartych lamp czołowych ale dostępne były dwa dodatkowe reflektory montowane na błotnikach.
W 1964 pojawiła się luksusowa wersja DS, Pallas (z greckiego Atena). Wersja ta odróżniała się od standardowego modelu lepszym wyciszeniem wnętrza, lepszą (opcjonalnie: skórzaną) tapicerką i większym przyozdobieniem na zewnątrz.
W 1967 Citroën dokonał zmiany wyglądu modeli DS i ID, wprowadzając bardziej opływowe reflektory, które nadały frontowi auta wygląd zbliżony do rekina. W wyniku tej modernizacji samochód otrzymał dwie pary reflektorów osłonięte opływowymi szybkami, z wewnętrznymi reflektorami doświetlającymi zakręty. Doświetlanie było bardzo pomocne podczas szybkiej jazdy nocą na krętej drodze. Ta wersja jednak nie została dopuszczona do sprzedaży na terenie USA i sprzedawano tam auta z lampami nieosłoniętymi aż do 1983, kiedy zmieniono prawo i zastosowano oryginalne opływowe lampy.
W 1970 Citroën wprowadził na rynek nowy, droższy i bardziej luksusowy model SM, który jednak miał niewiele wspólnych części z DS. Na początku lat 70., po kilkunastu latach produkcji, wzornictwo samochodu przestawało wyglądać nowocześnie. Przestarzałe były już m.in. błotniki, oddzielone wyraźnie od linii maski.

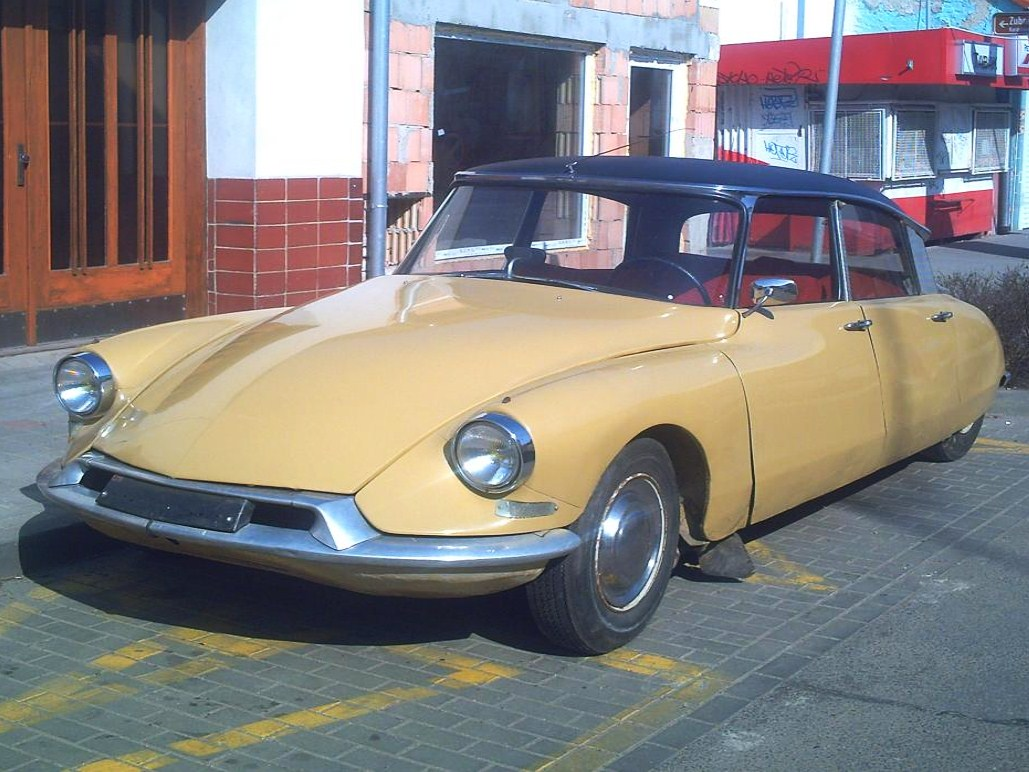
Pas przedni 1955-1962
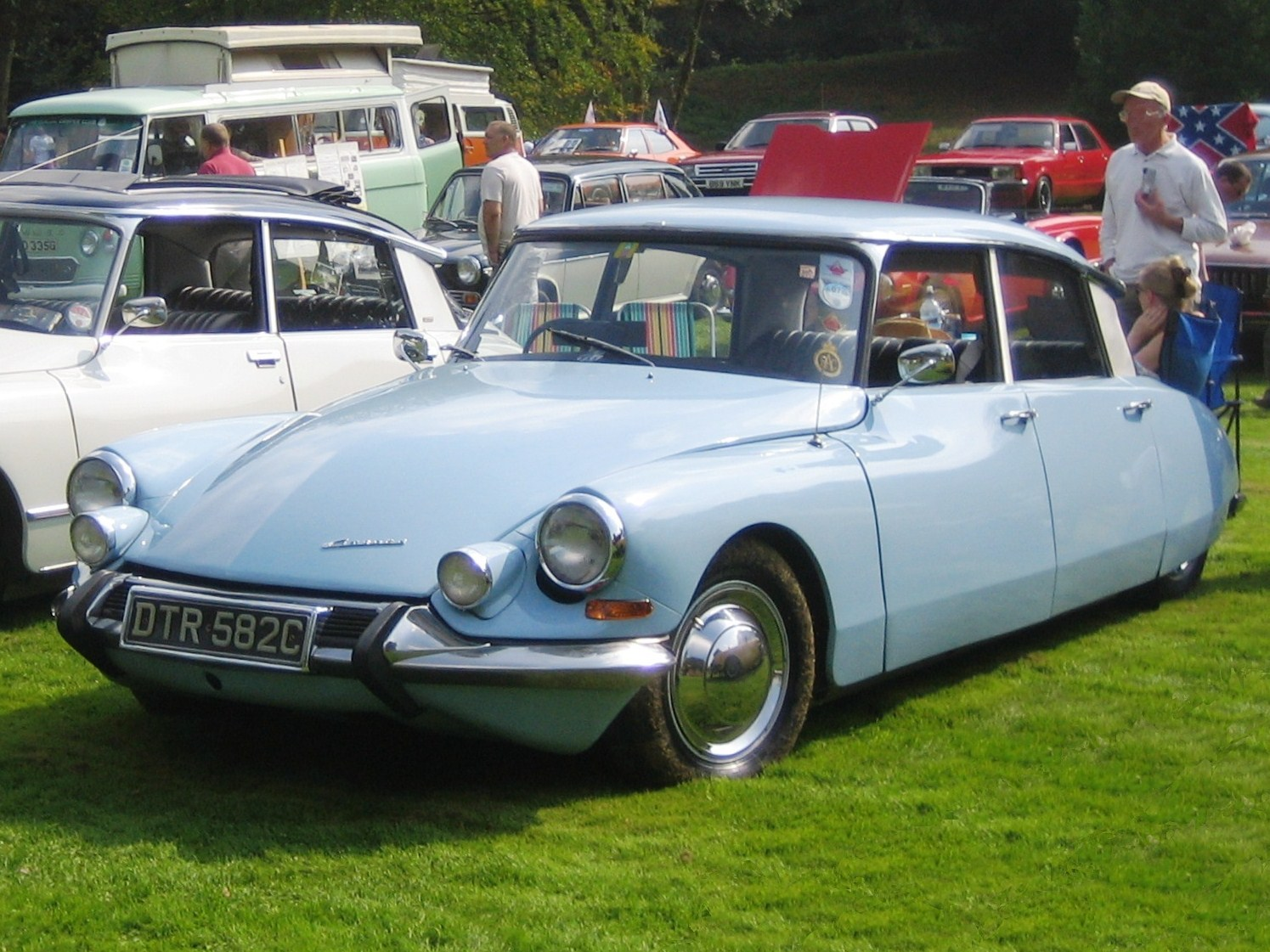
Pas przedni 1962-1967
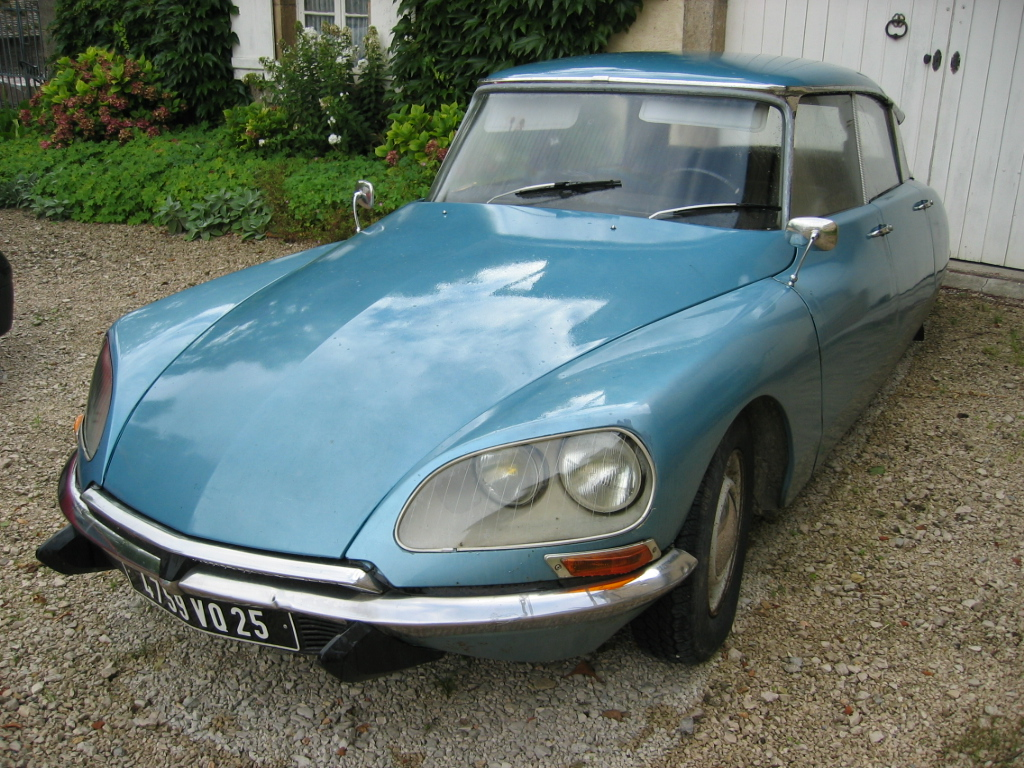
Pas przedni 1967-1975

## DS na rynkach zagranicznych
W latach 60. w Australii skonstruowano własną odmianę DS, ID 19 Parisiene.
Podczas gdy w Europie DS był hitem sprzedaży, w USA był traktowany jako samochód dziwny. Pozornie luksusowy, nie miał jednak podstawowego wyposażenia, którego oczekiwali amerykańscy nabywcy od auta tej klasy: automatycznej skrzyni biegów, klimatyzacji, elektrycznych szyb i mocnego silnika V8, zamiast skromnego motoru 4-cylindrowego. Był dość drogi – w 1960 roku kosztował 3245 dolary, tyle co duże samochody średniej amerykańskiej półki cenowej (Chrysler, Oldsmobile).

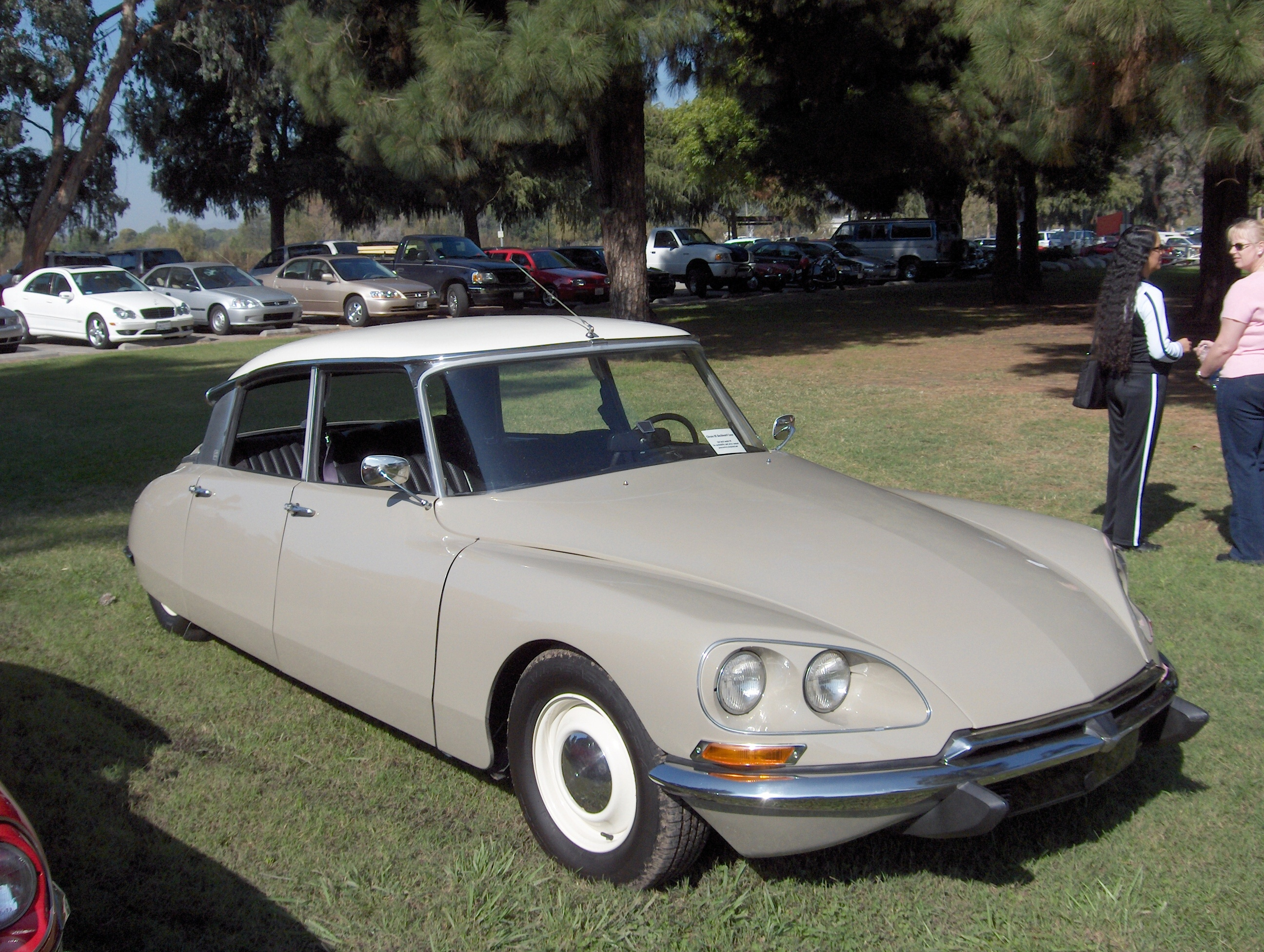
DS na rynek amerykański, z okrągłymi reflektorami typu PAR pozbawionymi szklanych osłon
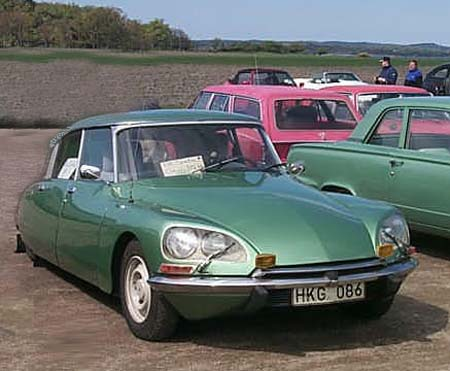
DS na rynek szwedzki, z wycieraczkami kloszy przednich
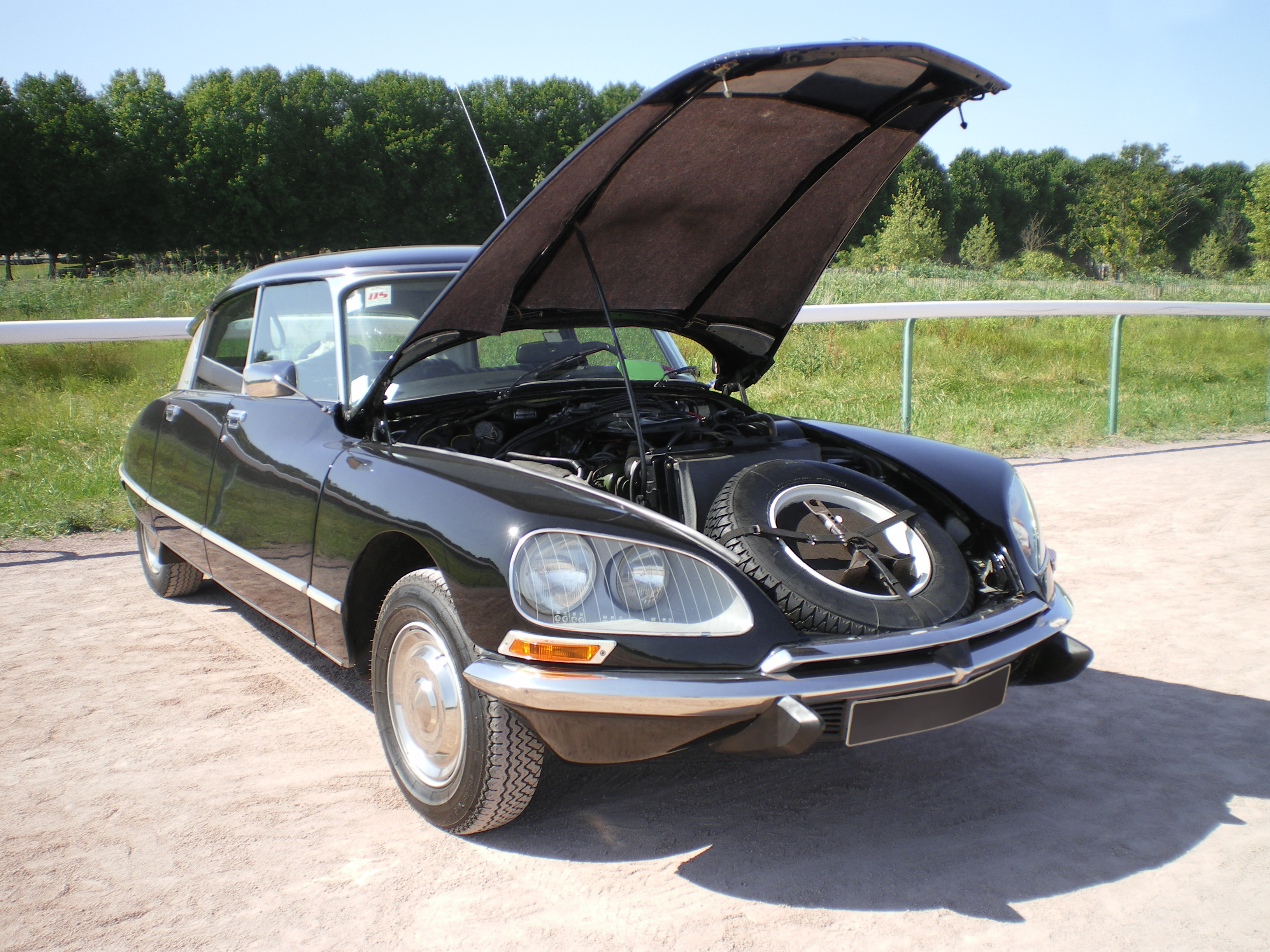
Umiejscowienie koła zapasowego

## Dane techniczne

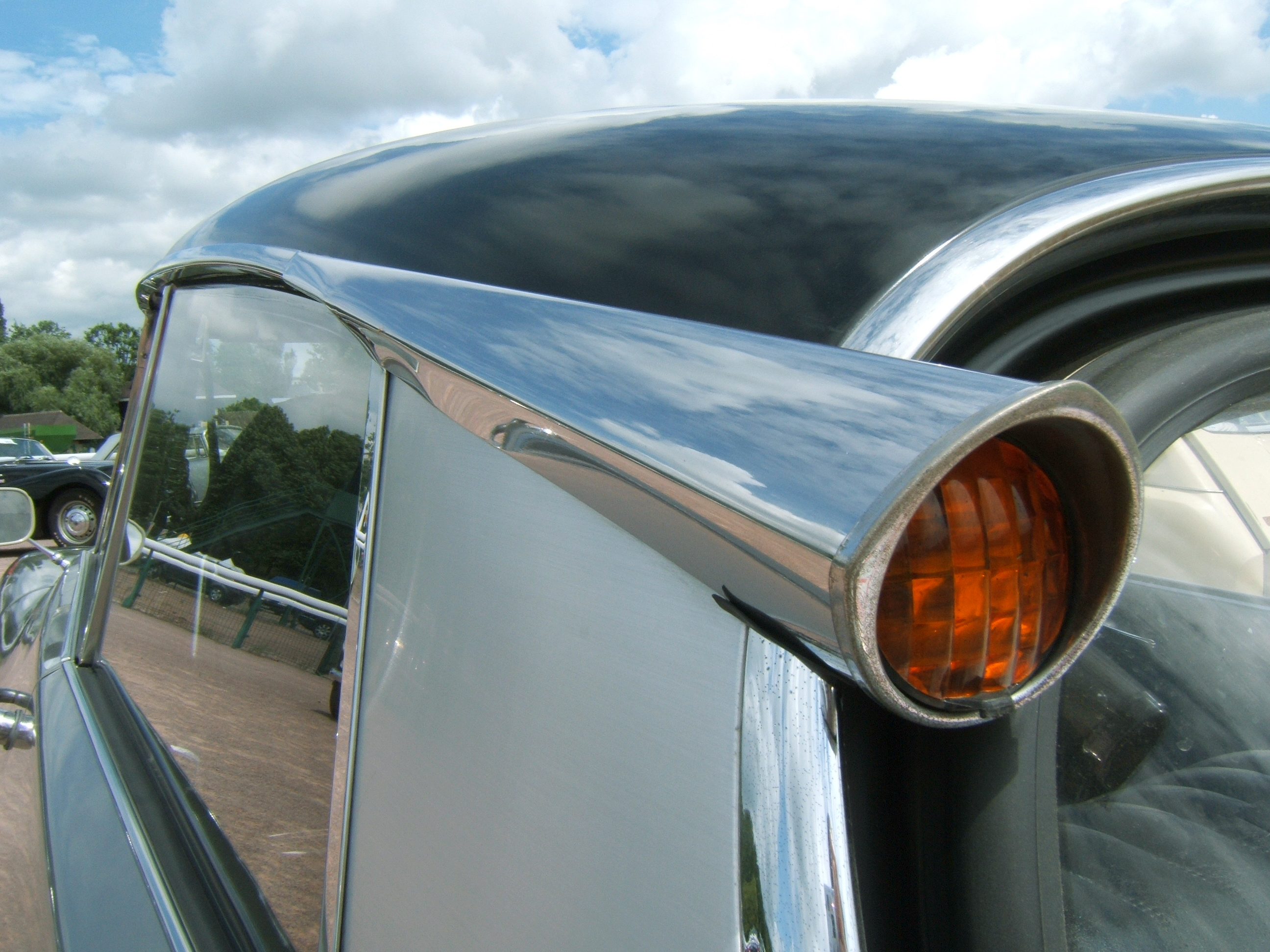
Tylny kierunkowskaz

| Wersja             | Silnik:             | Układ zasilania:   | Moc maksymalna:                     | Maks. moment obrotowy       | 0-100 km/h:          | V-max:                   |
| Silniki benzynowe: | Silniki benzynowe:  | Silniki benzynowe: | Silniki benzynowe:                  | Silniki benzynowe:          | Silniki benzynowe:   | Silniki benzynowe:       |
| ------------------ | ------------------- | ------------------ | ----------------------------------- | --------------------------- | -------------------- | ------------------------ |
| DS 19              | R4 1,9 l (1911 cm³) | gaźnik             | 75 KM (55 kW) przy 4500 obr./min    | 137 Nm przy 3000 obr./min   | b/d                  | 145 km/h                 |
| DS 19              | R4 1,9 l (1911 cm³) | gaźnik             | 78 KM (57 kW) przy 4500 obr./min    | 139 Nm przy 3000 obr./min   | b/d                  | 148 km/h                 |
| DS 19              | R4 1,9 l (1911 cm³) | gaźnik             | 80 KM (59 kW) przy 4500 obr./min    | 142 Nm przy 3000 obr./min   | b/d                  | 150 km/h                 |
| DS 19              | R4 2,0 l (1985 cm³) | gaźnik             | 84 KM (62 kW) przy 5250 obr./min    | 144 Nm przy 3500 obr./min   | b/d                  | 165 km/h                 |
| DS 20              | R4 2,0 l (1985 cm³) | gaźnik             | 91 KM (67 kW) przy 5900 obr./min    | 141 Nm przy 3500 obr./min   | b/d                  | 167 km/h                 |
| DS 20              | R4 2,0 l (1985 cm³) | gaźnik             | 99 KM (73 kW) przy 5500 obr./min    | 148 Nm przy 3500 obr./min   | b/d                  | 169 km/h                 |
| DS 21              | R4 2,2 l (2175 cm³) | gaźnik             | 100 KM (73,5 kW) przy 5500 obr./min | 164 Nm przy 3000 obr./min   | b/d                  | 175 km/h                 |
| DS 21              | R4 2,2 l (2175 cm³) | gaźnik             | 106 KM (78 kW) przy 5500 obr./min   | 167 Nm przy 3500 obr./min   | b/d                  | 178 km/h 167 km/h (aut.) |
| DS 21 i.e.         | R4 2,2 l (2175 cm³) | wtrysk             | 125 KM (92 kW) przy 5250 obr./min   | 183,5 Nm przy 2500 obr./min | 12,4 s 14,4 s (aut.) | 187 km/h 177 km/h (aut.) |
| DS 23              | R4 2,3 l (2347 cm³) | gaźnik             | 113 KM (84,5 kW) przy 5500 obr./min | 183,5 Nm przy 3500 obr./min | b/d                  | 179 km/h 173 km/h (aut.) |
| DS 23 Injection    | R4 2,3 l (2347 cm³) | wtrysk             | 130 KM (95,5 kW) przy 5250 obr./min | 195 Nm przy 2500 obr./min   | 11,9 s               | 188 km/h 180 km/h (aut.) |

## Odniesienia w popkulturze
- W 1965 r., w filmie "Fantomas wraca" wystąpił Citroën DS w wersji jako ukryty samolot odrzutowy o składanych skrzydłach. W końcowej sekwencji filmu, uciekający po pasie startowym lotniska Citroënem DS Fantomas (Jean Marais), otwiera ukryte pod podwoziem składane skrzydła oraz statecznik poziomy i dysze silników odrzutowych znajdujące się w bagażniku po czym Citroënem DS wzbija się powietrze[17], uciekając przed ścigającymi go: komisarzem policji - Paulem Juve (Louis de Funès) i dziennikarzem - Jérômem Fandorem (Jean Marais).